# Norosidai
Norosidai är en kulle i Antarktis. Den ligger i Östantarktis. Norge gör anspråk på området. Toppen på Norosidai är 1 892 meter över havet.
Terrängen runt Norosidai är platt åt sydost, men åt nordväst är den kuperad. Trakten är obefolkad. Det finns inga samhällen i närheten. 